# Iñaki Williams
Iñaki Williams Arthuer (Bilbao, 15 de juny de 1994) és un futbolista basc que juga com a davanter a l'Athletic Club. Tot i que va ser un cop internacional amb la selecció espanyola, actualment representa la selecció ghanesa.

## Trajectòria
Nascut a Bilbao, al País Basc, de pares de Ghana, Williams es va unir al planter de Lezama de l'Athletic Club el 2012 als 16 anys. En el mateix any va fer el seu debut en el seu últim any, jugant per a l'equip filial a Tercera Divisió.

## Palmarès
Athletic Club
- 1 Copa del Rei: 2024[4]
- 2 Supercopes d'Espanya: 2015,[5] 2021